# Drač
Drač (albansko Durrës) je pristaniško mesto, sedež istoimenskega okrožja in občine  v Albaniji.
Z več kot 110.000 prebivalci (občina oz. administrativno območje mesta jim ima že okoli 200.000) je drugo največje mesto in največje pristanišče v Albaniji. Leži na obali Jadranskega morja, zahodno od glavnega mesta Tirane. Na hribu nad mestom stoji poletna rezidenca Ahmeta Zoguja, nekdanjega kralja Albanije. Po smrti komunističnega diktatorja Enverja Hoxhe leta 1985 so mesto Drač poimenovali po njem (le za 6-7 let). Po zlomu komunizma 1991 se je prebivalstvo precej povečalo. Na obali je zraslo veliko novih hotelov, iz pristanišča pa vsakodnevno vozijo trajekti v Italijo. Rimskokatoliška škofija oz. nadškofija, ki je imela prej sedež v Draču, se je preselila v Tirano in se preimenovala v skladu s tem.
Drač so ustanovili starogrški kolonisti iz Korinta in Korkire pod imenom Epidamnos okoli 7. stoletja pred našim štetjem v sodelovanju z lokalnimi ilirskimi Taulantiji. Poznan tudi kot Dyrrachium, se je Drač v bistvu razvil, saj je postal sestavni del Rimskega cesarstva in njegovega naslednika Bizantinskega cesarstva. Via Egnatia, nadaljevanje Via Appia, se je začela v mestu in vodila čez notranjost Balkanskega polotoka do Konstantinopla na vzhodu.
V srednjem veku se je Drač spopadal med bolgarsko, beneško in osmansko oblastjo. Na koncu so prevladali Osmani, ki so vladali mestu več kot 400 let od 1501 do 1912. Po albanski razglasitvi neodvisnosti je mesto za kratek čas služilo kot glavno mesto Kneževine Albanije. Nato ga je v medvojnem obdobju priključila Kraljevina Italija, med drugo svetovno vojno pa ga je okupirala nacistična Nemčija. Drač je v času komunizma v Albaniji doživel močno širitev svoje demografije in gospodarske dejavnosti.
Prometne povezave, koncentracija gospodarskih institucij in industrijska tradicija so osnova vodilnega gospodarskega položaja Drača v Albaniji. Oskrbuje ga pristanišče Drač, eno največjih na Jadranskem morju, ki povezuje mesto z drugimi sosednjimi državami. Njegova najpomembnejša atrakcija je amfiteater v Draču, ki je vključen na poskusni seznam za uvrstitev na Unescov seznam svetovne dediščine. Nekoč je imel kapaciteto za 20.000 ljudi in je največji amfiteater na Balkanskem polotoku.

## Ime
V antiki je bilo mesto znano kot Epidamnos (Ἐπίδαμνος) in Dirahion (Δυρράχιον) v klasični grščini ter nato Epidamnus in Dyrrachium v klasični latinščini. Epidamnos je starejši znani od dveh grških toponimov; velja, da je ilirskega izvora, kot je prvi predlagal jezikoslovec Hans Krahe, in je izpričan pri Tukididu (5. stoletje pr. n. št.), Aristotelu (4. stoletje pr. n. št.) in Polibiju (2. st. pr. n. št.). Etimološko je Epidamnos morda povezan s protoalbanskim *dami (mladič, mlada žival, mladi bik) >dem (sodobna albanska), kot je predlagal jezikoslovec Eqrem Çabej. Čeprav se je ime Epidamnos/Epidamnus pogosteje uporabljalo med starogrškimi avtorji, so kovanci mesta uporabljali le okrajšave za ime Dirahion/Dyrrhachium. Dyrrachium je bil izbran za edino ime mesta po tem, ko je Rimska republika prevzela oblast nad regijo po Ilirskih vojnah leta 229 pred našim štetjem. Latinsko črkovanje /y/ je ohranilo obliko dorske grške Dyrrhachion, ki se je izgovarjala kot Durrakhion/. Ta sprememba imena je že izpričana v klasični literaturi. Tit Livij ob koncu 1. stoletja pred našim štetjem v Ab Urbe Condita Libri piše, da v času ilirskih vojn (približno 200 let prej) mesto ni bilo znano kot Dyrahium, ampak kot Epidamnus. Pomponij Mela, približno 70 let po Titu Liviju, je spremembo imena pripisal dejstvu, da je ime Epidamnos Rimljane spominjalo na latinsko besedo damnum, ki je pomenila zlo in smolo; Plinij Starejši, ki je živel v istem obdobju, je to razlago ponovil v svojih delih. Vendar pa so Rimljani morda prevzeli novo ime, ker so ga meščani že pogosteje uporabljali.
Ime Dirahion je običajno razloženo kot grška spojina iz δυσ – 'slabo' in ῥαχία – 'skalna obala, poplava, šumeči valovi', razlaga, na katero je v antiki namignil že Kasij Dion, ki piše, da se nanaša na težavnost skalnate obale, hkrati pa poroča, da so jo drugi rimski avtorji povezovali z imenom istoimenskega junaka Dirahija. Mitološko konstrukcijo imena mesta je zapisal Apijan (2. stoletje n. št.), ki je zapisal, da je »kralj barbarov te dežele Epidamnus dal ime mestu. Njegove hčere sin Dirahij je zgradil pristanišče blizu mesta, ki ga je imenoval Dyrrachium«. Štefan Bizantinec je v svojem delu ponovil to mitološko konstrukcijo. Ni jasno, ali sta se toponima prvotno nanašala na različni območji ozemlja mesta ali pa sta se nanašala na isto ozemlje. Klasična literatura kaže, da sta se bolj verjetno prvotno nanašala na različni sosednji območji. Postopoma je ime Epidamnus izginilo iz uporabe in je Dyrrachium postal edino ime za mesto. Arheološke raziskave so pokazale, da sta ob ustanovitvi Drača na njegovem ozemlju obstajali dve ločeni naselji. Prvo je bilo na hribu in ni imelo neposrednega stika z morjem. Nastalo je pred kolonijo in bi lahko predstavljalo naselje, ki je imelo toponim Epidamnos v starodavni literaturi. Južno pod hribom, na današnjem ozemlju pristanišča Drač, je mesto ustanovitve nekdanje kolonije. Njena lega na skalnati obali, ob katero so z vseh strani udarjali valovi, ustreza toponimu Dyrrhachion. Razlikovanje med tema predeloma mesta je obstajalo tudi veliko pozneje. V 19. stoletju je bil Drač predel s pristaniščem, medtem ko je bil hrib severno od njega ločeno naselje Stani (Kodra e Stanit).
Sodobni imeni mesta v albanščini (Durrës) in italijanščini (Durazzo) izhajata iz Dyrrachium/Dirahion. Vmesni, palatalizirani antecedent najdemo v obliki Dyrratio, izpričani v zgodnjih stoletjih našega štetja. Palatalizirana končnica /-tio/ verjetno predstavlja fonetično spremembo načina, kako so prebivalci mesta izgovarjali njegovo ime. Ohranjenost stare dorske besede /u/ kaže, da sodobno ime izvira iz populacij, ki jim je bil toponim znan v izvirni dorski izgovorjavi. Nasprotno pa se v bizantinski grščini ime mesta izgovarja z veliko kasnejšim razvojem /u/ kot /i/. Sodobno italijansko ime se je razvilo v podnarečjih, ki so nastala iz pogovorne latinščine v severni Italiji. Sodobno albansko ime se je razvilo neodvisno od matičnega albanskega  jezika približno v istem obdobju porimske dobe v prvih stoletjih našega štetja, kar izkazuje razlika v poudarku v dveh toponimih (v albanščini prvi zlog, v italijanščini drugi).

## Zgodovina

### Najzgodnejše obdobje
Ozemlje Drača je bilo poseljeno vsaj od bakrene dobe, nato pa so ga od prazgodovinskih časov naseljevali ilirski narodi.

### Antika
Čeprav ohranjenih ostankov skoraj ni, je Drač eno najstarejših mest v Albaniji. V mitološkem smislu so v rodoslovju ustanovitve Dyrrhachium med ustanovitelji Iliri (ilirski kralj Epidamnos in njegov vnuk Dirahos), grški moški (Korintčan Falio, Heraklejev potomec), junaki (Heraklej, ki je bil del dežele) in bogovi (Pozejdon, kot Dirahosov oče).
Najdišče je imelo več starodavnih ljudstev: zdi se, da prisotnost Brigov potrjuje več starodavnih piscev, ilirski Tavlanti (njihov prihod naj bi se zgodil najkasneje v 10. stoletju pr. n. št.), verjetno Liburni, ki so se razširili proti jugu v 9. stoletje pred našim štetjem. Mesto so ustanovili grški kolonisti leta 627 pred našim štetjem na obali Tavlantov. Po navedbah antičnih avtorjev so grški kolonisti pomagali Tavlantom izgnati Liburne in se pomešali z lokalnim prebivalstvom, da so v pristanišču vzpostavili grški element. Razvilo se je cvetoče trgovsko središče in mesto je hitro raslo. Dejstvo, da so okoli 6. stoletja pred našim štetjem prebivalci Epidamna zgradili zakladnico v dorskem slogu v Olimpiji, potrjuje, da je bilo mesto med najbogatejšimi v starogrškem svetu. Starodavno poročilo opisuje Epidamnos kot 'veliko silo in zelo naseljeno' mesto.
Po letu 323 pr. n. št. je bil Epidamnus-Dyrrhachium vpleten v intervencijo Makedoncev v Iliriji pod Kasandrom, ki so se spopadli z Iliri pod Glavkijem. Leta 314 pr. n. št. je makedonski kralj zasedel mesto, toda garnizon, ki ga je tam ustanovil, so oblegali in pregnali ilirski kralj in Korkirčani. Leta 312 pr. n. št., po še enem neuspešnem napadu Kasandra na regijo, je mesto prišlo pod zaščito Glavkija. Ti dogodki so zaznamovali konec makedonske prisotnosti na jadranski obali za skoraj eno stoletje. Mesto je verjetno prešlo pod nadzor Pira Epirskega v začetku 3. stoletja pred našim štetjem. Od približno leta 280 pred našim štetjem sta ilirski kralj Monunij in njegov naslednik Mitil v Dirahionu kovala srebrne oziroma bronaste kovance, ki so nosili kraljevo ime in simbol mesta. Dejstvo, da so bili kovanci kovani v dirahionski mestni kovnici, poudarja, da so do neke mere izvajali svojo oblast nad mestom.
Epidamn je prišel pod nadzor Ilirskih Ardijejcev pod Agronom, ki je utrdil mesto (ok. 250–231 pr. n. št.). Ko so Rimljani premagali Ilire, so vladavino kraljice Tevte zamenjali z oblastjo Demetrija Hvarskega, enega njenih generalov. Svoje kraljestvo, vključno z Epidamnom, je izgubil pred Rimljani leta 219 pred našim štetjem v drugi ilirski vojni. V tretji ilirski vojni je Epidamna napadel Gencij, vendar so ga istega leta premagali Rimljani.
Za Katula je bilo mesto Durrachium Hadriae tabernam, 'taberna Jadrana', ena od postaj za Rimljane, ko so potovali navzgor po Jadranu, kot je to storil sam Katul v sezoni jadranja leta 56.
Potem ko so se Ilirske vojne z Rimsko republiko leta 229 pred našim štetjem končale z odločilnim porazom Ilirov, je mesto prešlo pod rimsko oblast, pod katero se je razvilo kot veliko vojaško in pomorsko oporišče. Rimljani so za mesto raje uporabljali ime Dyrrachium (grško Δυρράχιον / Dirahion). Ime Epidamnos so imeli za neugodno zaradi naključne podobnosti z latinsko besedo damnum, kar pomeni "izguba" ali "škoda". Pomen Dyrrachium ('težak greben' v grščini) ni jasen, vendar se domneva, da se nanaša na mogočne pečine v bližini mesta. Med veliko rimsko državljansko vojno v Iliriji je Julij Cezar let 48 pr. n. št. izvedel bitko pri Dirahiju proti Gneju Pompeju. V bitki je zmagal Pompej, vendar je bila pred odločilno bitko pri Farzalu v Grčiji, kjer je zmagal Cezar. Pod rimsko oblastjo je Dirahij uspeval; postal je zahodni konec Vie Egnatie, velike rimske ceste, ki je vodila v Solun in naprej v Konstantinopel. Druga manjša cesta je vodila proti jugu do mesta Butrotum, sodobnega Butrinta. Rimski cesar Avgust je mesto po bitki pri Akciju naredil za kolonijo za veterane svojih legij in ga razglasil za civitas libera (svobodno mesto).
V 4. stoletju je Dirahij postal glavno mesto rimske province Epirus nova. To je bil rojstni kraj cesarja Anastazija I. ok. leta 430. Nekaj kasneje v tem stoletju je Dirahij prizadel močan potres, ki je uničil obrambo mesta. Anastazij I. je obnovil in okrepil mestno obzidje ter tako ustvaril najmočnejše utrdbe na zahodnem Balkanu. 12 metrov visoke stene so bile tako debele, da so po besedah bizantinske zgodovinarke Ane Komnene lahko na njih jezdili štirje jezdeci. Pomemben del starodavne mestne obrambe je še vedno ostal, čeprav se je skozi stoletja močno zmanjšal.
Tako kot večji del preostalega Balkana so tudi Dirahij in okoliške Dyrraciensis provinciae močno trpeli zaradi vpadov barbarov v obdobju selitev. Leta 481 ga je oblegal Teoderik Veliki, kralj Ostrogotov, v naslednjih stoletjih pa se je moral braniti pred pogostimi napadi Bolgarov. Padec Zahodnega rimskega cesarstva ni vplival na mesto, ki je pod Bizantinskim cesarstvom ostalo pomembno pristanišče in glavna povezava med cesarstvom in zahodno Evropo. V 6. stoletju je bilo po poročilih Prokopija mesto v glavnem naseljeno z grškim prebivalstvom.

### Srednji vek
Mesto in okoliška obala sta postala bizantinska provinca, Tema Dirahij, verjetno v prvem desetletju 9. stoletja. Drač je precej zgodaj postal krščansko mesto; njegova škofija je nastala okoli leta 58 in je bila leta 449 povzdignjena v status nadškofije. Bila je tudi sedež pravoslavnega metropolita. Mesto je ostalo v bizantinskih rokah do poznega 10. stoletja, ko je Samuel Bolgarski pridobil nadzor nad mestom, verjetno s poroko z Agato, hčerko lokalnega bogataša Janeza Chryseliosa. Samuel je svojega zeta Ašota Taronita, bizantinskega ujetnika, ki se je poročil z njegovo hčerko Miroslavo, postavil za guvernerja mesta. Približno leta 1005 pa sta Ašot in Miroslava z dopustitvijo Chryseliosa pobegnila v Konstantinopel, kjer sta cesarja Bazilija II. obvestila o svoji nameri, da mu predata mesto. Kmalu se je pred mestom pojavila bizantinska eskadrilja pod vodstvom Evstatija Dafnomela in mesto se je vrnilo pod bizantinsko oblast.
V 11.–12. stoletju je bilo mesto pomembno kot vojaška utrdba in metropolija, ne pa kot veliko gospodarsko središče, in nikoli si ni povrnilo svojega poznoantičnega razcveta; Ana Komnena pojasnjuje, da je srednjeveški Drač zasedal le del antičnega mesta. V 1070-ih sta dva od njegovih guvernerjev, Nikefor Bryennios starejši in Nikefor Basilakes, vodila neuspešne upore, ko sta poskušala zasesti bizantinski prestol. Dirahij je bil izgubljen februarja 1082, ko so Normani pod vodstvom Roberta Guiscarda in njegovega sina Bohemunda premagali Alekseja I. Komnena v bitki pri Draču. Bizantinski nadzor je bil obnovljen nekaj let pozneje, vendar so se Normani pod Bohemundom vrnili, da bi ga oblegali v letih 1107–1108 in ga ponovno zavzeli leta 1185 pod sicilskim kraljem Viljemom II. Sicilskim.
Leta 1205, po četrti križarski vojni, je mesto prešlo pod oblast Beneške republike, ki je oblikovala "vojvodino Durazzo". To vojvodino je osvojil in mesto zavzel Epirski despotat leta 1213 pod Mihaelom I. Komnenom Dukasom. Leta 1257 je Drač za kratek čas zasedel sicilski kralj Manfred Hohenstaufen. Ponovno ga je zasedel epirski despot Mihael II. Komnen Dukas do leta 1259, ko je despotat v bitki pri Pelagoniji premagal bizantinsko Nikejsko cesarstvo. V 1270-ih je Drač znova nadzoroval Epir pod Nikeforom I. Komnenom Doukasom, sinom Mihaela II., ki je bil leta 1278 prisiljen prepustiti mesto Karlu Anžujskemu. V ok. 1273 ga je razrušil uničujoč potres (po Georgiju Pahimeru), a si je kmalu opomoglo. Leta 1296 ga je za kratek čas zasedel srbski kralj Štefan Milutin. V 13. stoletju je v Draču obstajala judovska skupnost, ki je bila zaposlena v trgovini s soljo.
V začetku 14. stoletja je mestu vladala koalicija Anžujcev, Madžarov in Albancev iz družine Topija. Leta 1317 ali 1318 so območje zavzeli Srbi in je ostalo pod njihovo oblastjo do 1350-ih let. Takrat so papeži ob podpori Anžujcev povečali svojo diplomatsko in politično dejavnost na tem območju z uporabo latinskih škofov, vključno z nadškofom Drača. Potem ko so bili v Draču nameščeni Anžujci, je bilo mesto versko središče katolicizma. Leta 1272 je bil postavljen katoliški nadškof, do sredine 14. stoletja pa sta v Draču bila tako katoliški kot pravoslavni nadškof.
Dva irska romarja, ki sta leta 1322 obiskala Albanijo na poti v Jeruzalem, sta poročala, da je Drač »naseljen z Latini, Grki, perfidnimi Judi in barbarskimi Albanci«.
Ko je leta 1355 umrl srbski car Dušan, je mesto prešlo v roke albanske družine Topije. Leta 1376 je mesto napadla in osvojila navarska družba pod vodstvom Ludvika iz Évreuxa, ki je s svojo drugo ženo pridobil pravice do Kraljevine Albanije, vendar je leta 1383 Karl Topija ponovno pridobil nadzor nad mestom. Beneška republika je ponovno pridobila nadzor leta 1392 in obdržala mesto, v tistih letih znano kot Durazzo, kot del Beneške Albanije (Albania Veneta). Leta 1466 je odbil obleganje osmanskega sultana Mehmeda II., vendar so ga leta 1501 porazile osmanske sile.
Pod osmansko vladavino so številni njegovi prebivalci prestopili v islam in postavili so številne mošeje. Mesto je bilo preimenovano v Dıraç, vendar pod Osmani ni uspevalo in njegov pomen se je močno zmanjšal. Po vzpostavitvi osmanske oblasti leta 1501 je se je povečala judovska skupnost v Draču.
Do sredine 19. stoletja naj bi mesto imelo le okoli 1000 prebivalcev, ki so živeli v približno 200 gospodinjstvih. V poznem 19. stoletju je Drač vseboval 1200 pravoslavnih Vlahov (130 družin), ki so živeli med večjo populacijo muslimanskih Albancev poleg znatnega števila katoliških Albancev. Tuji opazovalci so v začetku 20. stoletja opazili dotrajanost Drača: »Zidovi razpadajo; platane rastejo iz ogromnih ruševin stare bizantinske citadele; njegovo pristanišče, nekoč udobno in varno, se postopoma zamuljuje.« Drač je bil pred letom 1912 glavno središče vilajeta İkodra.

### Sodobnost
Drač je bil aktivno mesto v albanskem narodnoosvobodilnem gibanju v obdobjih 1878–1881 in 1910–1912. Ismail Qemali je 26. novembra 1912 dvignil albansko zastavo, vendar je mesto tri dni pozneje med prvo balkansko vojno zasedla Kraljevina Srbija. Dne 29. novembra 1912 je Drač postal okrajno mesto Dračkega okrožja (srbsko Драчки округ), enega od okrožij Kraljevine Srbije, ki je bilo ustanovljeno na delu ozemlja Albanije, odvzetem Osmanskemu cesarstvu. Dračko okrožje je imelo štiri okraje (srbsko срез): Drač, Leža, Elbasan in Tirana. Vojska Kraljevine Srbije se je aprila 1913 umaknila iz Drača.  Mesto je 7. marca 1914 pod kratko vladavino princa Viljema Wiedskega postalo druga nacionalna prestolnica Albanije (po Vlori). Glavno mesto Albanije je ostal do 11. februarja 1920, ko je kongres v Lushnji za novo prestolnico razglasil Tirano.
Med prvo svetovno vojno je mesto leta 1915 zasedla Kraljevina Italija, v letih 1916–1918 pa Avstro-Ogrska. 29. decembra 1915 je pri Draču potekala pomorska bitka. 2. oktobra 1918 je več zavezniških ladij bombardiralo Drač in napadlo nekaj avstrijskih ladij v pristanišču. Čeprav so civilisti začeli bežati iz mesta ob začetku bombardiranja, je bilo veliko žrtev nedolžnega prebivalstva. Staro mestno jedro, ki meji na pristanišče, je bilo v veliki meri uničeno, vključno s kraljevo palačo in drugimi glavnimi javnimi stavbami. Italijanske čete so ga zavzele 16. oktobra 1918. Pod vnovično albansko neodvisnostjo je Drač postal začasna prestolnica države med letoma 1918 in marcem 1920. V času vladavino kralja Zoguja je zaradi italijanskih naložb doživel gospodarski razcvet in se razvil v veliko morsko pristanišče, z modernim pristanom, ki so ga zgradili leta 1927. V tem času je Zogu zgradil kraljevo vilo v Draču kot poletno palačo, ki še vedno dominira na obzorju s hriba blizu starega mesta.
Potres leta 1926 je poškodoval del mesta in obnova, ki je sledila, je mestu dala sodobnejši videz. V 1930-ih je imela v mestu podružnico Atenska banka.
Drač (ponovno imenovan z italijanskim imenom Durazzo) je skupaj s preostalo Albanijo aprila 1939 okupirala in priključila Kraljevina Italija do leta 1943, nato pa jih je do jeseni 1944 okupirala nacistična Nemčija. Zaradi strateške vrednosti kot morskega pristanišča je Drač postal pomembna vojaška tarča obeh strani. Bil je prizorišče začetnega italijanskega izkrcanja 7. aprila 1939 (ko ga je silovito branil Mujo Ulqinaku) in tudi izhodišče za ponesrečeno italijansko invazijo na Grčijo. Mesto je bilo med vojno močno poškodovano v zavezniškem bombardiranju, pristanišče pa so jeseni 1944 razstrelili umikajoči se nemški vojaki.
Komunistični režim Enverja Hoxhe je po vojni hitro obnovil mesto, na njegovem območju vzpostavil vrsto težke industrije in razširil pristanišče. Postalo je končna postaja prve albanske železnice, ki se je začela graditi leta 1947 (železnica Drač–Tirana). V poznih 1980-ih se je mesto na kratko preimenovalo v Durrës-Enver Hoxha. Mesto je bilo in ostaja središče albanskega množičnega obalnega turizma.
Po propadu komunistične oblasti leta 1990 je Drač postal žarišče množičnih emigracij iz Albanije z ladjami, ki so jih ugrabili v pristanišču in pod streli odpluli v Italijo. Samo v enem mesecu, avgusta 1991, se je na ta način v Italijo preselilo več kot 20.000 ljudi. Italija je vojaško posredovala in prevzela nadzor nad območjem pristanišča, mesto pa je postalo središče "Operacije Pelikan" Evropske skupnosti, programa pomoči v hrani.
Leta 1997 je Albanija zdrsnila v anarhijo po propadu ogromne piramidne sheme, ki je uničila nacionalno gospodarstvo. Mirovne sile pod vodstvom Italije so bile sporno napotene v Drač in druga albanska mesta, da bi vzpostavile red, čeprav je bilo razširjeno mnenje, da je bil pravi namen "operacije Alba" preprečiti, da bi gospodarski begunci še naprej uporabljali albanska pristanišča kot pot za migracijo v Italijo.
Po začetku 21. stoletja je bil Drač revitaliziran, saj so bile številne ulice, parki in fasade obnovljene.

## Geografija
Drač leži v Draškem zalivu na aluvialni ravnini med ustjema rek Erzen in Ishëm ob Jadranskem morju. Občina Drač je vključena v okrožje Drač v severni regiji Albanije in je sestavljena iz sosednjih upravnih enot Ishëm, Katund i Ri, Manëz, Rrashbull, Sukth in Drač kot njen sedež. Razteza se od ustja reke Ishëm pri rtu Rodon na severu čez zaliv Lalzi do Shkëmbi i Kavajës na jugu.
Po Köppnovi podnebni klasifikaciji je Drač uvrščen na obrobje vročega poletnega sredozemskega podnebja (Csa) s povprečno letno temperaturo 15,9 °C. Na njegovo podnebje vpliva bližina Jadranskega morja v Sredozemlju in hribovja v zaledju. Poletja so pretežno vroča in suha, zime sorazmerno blage, jeseni in pomladi pa večinoma stabilne glede padavin in temperatur. Povprečna mesečna temperatura se giblje med 7,5 °C pozimi do 23,8 °C poleti. Najvišja temperatura 39 °C je bila zabeležena 14. avgusta 1957. Najnižja temperatura -6,2 °C je bila zabeležena 26. januarja 1954. Drač prejme večino padavin v zimskih mesecih in manj v poletnih mesecih. Povprečna letna količina padavin se giblje med 1000 milimetri in 1273 milimetri.

## Gospodarstvo
Drač je zaradi svojega pristanišča in bližine italijanskih pristaniških mest, zlasti Barija, do katerega vozijo trajekti, pomembna povezava z zahodno Evropo. Poleg ladjedelnice ima tudi pomembno proizvodno industrijo, predvsem proizvodnjo usnja, plastike in tobačnih izdelkov.
Južni obalni del Golem je znan po tradicionalnem množičnem turizmu na plaži, ki je doživel nenadzorovan razvoj mest. Mestne plaže so tudi priljubljena destinacija številnih tujih in domačih turistov. V letu 2012 se postavljajo novi sanitarni sistemi za odpravo onesnaženja morske vode. Nasprotno pa je severni obalni del zaliva Lalzit večinoma neokrnjen in naj bi postal elitna turistična destinacija, saj se od leta 2009 gradijo številna obalna naselja. Sosednje četrti so znane po pridelavi dobrega vina in različnih živil.
Po podatkih Svetovne banke je Drač naredil pomembne korake za novonastala podjetja v letu 2016. Drač se uvršča na deveto mesto od 22 v jugovzhodni Evropi pred prestolnico Tirano, Beogradom, Srbijo in Sarajevom v Bosni in Hercegovini.

## Demografija
Drač je druga najbolj naseljena občina v Albaniji in ena najbolj naseljenih na Jadranskem morju z naraščajočim številom prebivalcev. Po popisu iz leta 2011 je imela občinska enota Drač ocenjeno 113.249 prebivalcev, od tega 56.511 moških in 56.738 žensk.
Drač je versko raznolik in ima veliko verskih objektov, ki služijo privržencem krščanstva, islama in judovstva. Islam je bil v mesto uveden v začetku 16. stoletja med osmanskim osvajanjem. V štirih stoletjih osmanske vladavine se je velik del lokalnega prebivalstva spreobrnil v islam. Najbolj znani mošeji v mestu sta Velika mošeja v Draču (zgrajena leta 1931 na mestu prejšnje osmanske mošeje) in Fatihova mošeja, postavljena leta 1502, le eno leto po tem, ko je mesto postalo del Otomanskega cesarstva.
Krščanstvo v Draču in drugod po Albaniji je bilo prisotno že v antiki. Krščanska izročila pripovedujejo, da je nadškofijo Drač ustanovil apostol Pavel, ko je pridigal v Iliriji in Epirju, in da je bilo v mestu verjetno okoli sedemdeset krščanskih družin že v času apostolov. Albanska pravoslavna cerkev, ki je avtokefalna od leta 1923, je bila razdeljena na nadškofijo Tirana-Drač, ki jo je vodil metropolit, in razdeljena na krajevna cerkvena okrožja Tirana, Drač, Skadar in Elbasan.

## Kultura
Gledališko in glasbeno življenje mesta je osredotočeno na gledališče Aleksandër Moisiu, gledališče Estrada, lutkovno gledališče in filharmonični orkester. Letni mednarodni filmski poletni festival v Draču, ustanovljen leta 2008, poteka konec avgusta ali začetek septembra v amfiteatru. Leta 2004 in 2009 je izbor Miss Globe International potekal v Draču.
Mesto je dom različnih arhitekturnih slogov, ki predstavljajo vplivna obdobja v njegovi zgodovini. Na arhitekturo je vplivala ilirska, grška, rimska in italijanska arhitektura. V 21. stoletju se je del Drača spremenil v modernistično mesto z velikimi stanovanjskimi bloki, modernimi novogradnjami, novimi nakupovalnimi centri in številnimi zelenimi površinami.
Drač je dom največjega arheološkega muzeja v državi, Arheološkega muzeja Drač, ki je v bližini plaže. Severno od muzeja je bizantinsko obzidje iz 6. stoletja, zgrajeno po invaziji Vizigotov leta 481. Večino muzejske zbirke sestavljajo artefakti iz bližnjega starodavnega mesta Dirahij in vključuje obsežno zbirko iz ilirskega, starogrškega, helenističnega in rimskega obdobja. Najpomembnejši predmeti so rimske pogrebne stele in kamniti sarkofagi, barvit eliptični mozaik velikosti 5 m × 3 m, znan kot Draška lepotica, in zbirka miniaturnih doprsnih kipov Venere, ki pričajo o času, ko je bil Drač središče čaščenja boginje. Obstaja več drugih muzejev, vključno z Kraljevo vilo v Draču in Muzejem zgodovine (v hiši igralca Aleksandra Moisiuja).

## Mednarodne povezave
Leta 2008 je Bosna in Hercegovina odprla konzulat v mestu, saj v okrožju Drač živi skupnost bošnjaškega porekla. Večinoma so zgoščeni v dveh soseskah mesta Shijak, Borake in Koxhas. Danes se zdi, da konzulat ni več aktiven.
Te države imajo častni konzulat v Draču:
- Madžarska[41]
- Severna Makedonija[42]

### Pobratena mesta
Drač je pobraten z:
- Bari, Italija[43]
- Bitonto, Italija[44]
- Carigrad, Turčija[45]
- Solun, Grčija[46]

### Sodelovanje in prijateljstvo
Drač sodeluje in ima prijateljske odnose z:
- Kumanovo, Severna Makedonija[47]
- Šantou, LR Kitajska[48]
- Ulcinj, Črna gora[49]